# Гави (футболист)
Па́бло Марти́н Па́эс Гави́ра (исп. Pablo Martín Páez Gavira, испанское произношение: [ˈpa.βlo maɾˈtim ˈpa.eθ ɣaˈβiɾa]; 5 августа 2004, Лос-Паласьос-и-Вильяфранка, Испания), более известный как Га́ви (исп. Gavi, произношение: [ˈɡaβi]) — испанский футболист, полузащитник клуба «Барселона» и сборной Испании. Считается одним из самых талантливых игроков своего поколения. Участник чемпионата мира 2022 года. Победитель Лиги наций УЕФА 2022/23.
Второй самый молодой игрок, а также второй самый молодой автор гола в истории сборной Испании.
Воспитанник академии «Барселоны», вместе с этим клубом становился чемпионом Испании и обладателем Суперкубка Испании.
В возрасте 11 лет перешёл в академию «Барселоны», в августе 2021 года дебютировал за основную команду.
В составе сборной Испании Гави дебютировал в октябре 2021 года. В этом же году он стал серебряным призёром Лиги наций УЕФА 2020/21. Через два года Гави выиграл первый трофей со сборной, обыграв сборную Хорватии в финале Лиги наций 2022/23.

## Клубная карьера

### Ранняя карьера
Гави родился в городе Лос-Паласьос-и-Вильяфранка, где и начал заниматься футболом в местной команде «Лиара Баломпье», а в 2013 году перешёл в академию «Реал Бетиса».
Забив 96 голов за молодёжную команду «Реал Бетиса», Гави привлёк внимание ведущих клубов Испании, его хотели подписать «Реал Мадрид», «Атлетико Мадрид» и «Вильярреал».

### «Барселона»

#### Молодёжная карьера
В 2015 году, в возрасте 11 лет, Гави подписал контракт с «Барселоной».
В сентябре 2020 года он подписал свой первый профессиональный контракт с каталонским клубом и был переведён из команды до 16 в команду до 19. После хорошего выступления за молодёжные команды «Барселоны» главный тренер основной команды Рональд Куман включил Гави в предсезонный состав перед сезоном 2021/22.
Проведя два матча в составе «Барселоны B» в сезоне 2020/21 Гави был переведён в основной состав для участия в товарищеских матчах. После хороших выступлений в победных матчах против «Химнастика» и «Жироны» полузащитника стали сравнивать с легендой клуба Хави.

#### Сезон 2021/22
29 августа 2021 года Гави дебютировал в Чемпионате Испании, выйдя на замену в матче третьего тура против «Хетафе». 14 сентября того же года он дебютировал в Лиге чемпионов в матче против «Баварии», выйдя на замену на 59-й минуте. 18 декабря 2021 года Гави забил первый гол за «Барселону» в матче 17 тура чемпионата Испании против «Эльче».

#### Сезон 2022/23
15 января 2023 года в финале Суперкубка Испании против «Реал Мадрида» Гави забил гол и отдал 2 голевые передачи, благодаря чему «Барселона» выиграла трофей, а Пабло был признан лучшим игроком матча.
31 января 2023 года испанский суд разрешил зарегистрировать новый контракт Пабло, рассчитанный до 2026 года, несмотря на возражения президента Ла Лиги Хавьера Тебаса, который утверждал, что новое соглашение не соответствует лимиту заработной платы клуба. В тот же день «Барселона» объявила, что Гави будет выступать под номером 6, под которым ранее выступал его тренер Хави. 21 марта 2023 года решением суда новый контракт был отменён, поскольку из-за него был превышен лимит заработной платы клуба, а Гави вновь вернулся к статусу игрока молодёжной команды и своему старому игровому номеру 30.
20 июня 2023 года «Барселоне» удалось завершить регистрацию Гави в Ла Лиги в качестве игрока основной команды, а также продлить контракт до 2026 года с отступными в размере 1 млрд евро.

#### Сезон 2023/24
3 сентября 2023 года Гави сыграл сотый матч в составе «Барселоны» и стал самым молодым игроком в истории клуба достигшим этой отметки. 19 сентября 2023 года в матче группового этапа против «Антверпена» Гави забил первый гол в Лиге чемпионов УЕФА.

#### Сезон 2024/25
12 сентября 2024 года Гави вернулся к полноценным тренировкам после тяжёлой травмы полученной в матче за сборную. 20 октября 2024 года, спустя 348 дней после получения травмы, Гави вернулся на поле в матче против «Севильи», заменив Педри, который передал Пабло капитанскую повязку. 8 января 2025 года Гави сыграл ключевую роль в полуфинале Суперкубка Испании против «Атлетика Бильбао», забив гол и отдав голевую передачу на Ламина Ямаля. 31 января 2025 года испанец продлил контракт с клубом до 2030 года.

## Карьера в сборной
Гави выступал за сборные Испании до 15, до 16 и до 18 лет. 30 сентября 2021 года был вызван в основную сборную Испании на предстоящие матчи в Лиге наций УЕФА.
6 октября 2021 года Гави дебютировал за «красную фурию» в полуфинале Лиги наций УЕФА, выйдя в стартовом составе против сборной Италии (2:1). Он дебютировал за Испанию в возрасте 17 лет и 62 дней и стал самым молодым игроком в истории национальной сборной. 5 июня 2022 года Гави забил первый гол за национальную команду в матче Лиги наций против сборной Чехии. Пабло забил гол в возрасте 17 лет и 304 дней и стал самым молодым автором гола в истории сборной Испании. 8 сентября 2023 года оба рекорда были побиты Ламином Ямалем.
23 ноября 2022 года Гави впервые сыграл на чемпионате мира в матче группового этапа против сборной Коста-Рики (7:0) и отличился голом. Он стал самым молодым дебютантом чемпионата мира в истории сборной Испании, побив рекорд Сеска Фабрегаса, в возрасте 18 лет и 110 дней. В более юном возрасте за всю историю чемпионатов мира забивали лишь двое: мексиканец Мануэль Росас в 1930 году и бразилец Пеле в 1958 году.
19 ноября 2023 года в матче квалификации на ЧЕ-2024 против сборной Грузии Гави порвал крестообразную связку правого колена, а также повредил мениск. 28 ноября 2023 года он успешно перенёс операцию на колене.

## Стиль игры
В 2021 году Грэм Хантер из ESPN назвал Гави очень перспективным молодым игроком, сравнив его с бывшими полузащитниками «Барселоны» Хави и Андресом Иньестой и отметив его дриблинг, интеллект, видение поля, пасы, первое касание, контроль мяча, смену темпа, умение быстро разворачиваться, умение выходить из сложных ситуаций и начинать контратаки. После его выступления в полуфинале Лиги наций УЕФА 2020/21 против сборной Италии итальянский защитник Эмерсон назвал Гави игроком с «огромным потенциалом».
Гави также выделяется своим смелым, но импульсивным характером из-за чего он моментами играет агрессивно, что приводит к частому нарушению правил и дисквалификациям.

## Статистика выступлений

### Клубная карьера
| Клуб             | Сезон            | Лига | Лига | Кубок | Кубок | Еврокубки | Еврокубки | Другие | Другие | Итого | Итого |
| Клуб             | Сезон            | Игры | Голы | Игры  | Голы  | Игры      | Голы      | Игры   | Голы   | Игры  | Голы  |
| ---------------- | ---------------- | ---- | ---- | ----- | ----- | --------- | --------- | ------ | ------ | ----- | ----- |
| → Барселона B    | 2020/21          | 2    | 0    | 0     | 0     | 0         | 0         | 0      | 0      | 2     | 0     |
| → Барселона B    | 2021/22          | 1    | 0    | 0     | 0     | 0         | 0         | 0      | 0      | 1     | 0     |
| → Барселона B    | Итого            | 3    | 0    | 0     | 0     | 0         | 0         | 0      | 0      | 3     | 0     |
| Барселона        | 2021/22          | 34   | 2    | 1     | 0     | 11        | 0         | 1      | 0      | 47    | 2     |
| Барселона        | 2022/23          | 36   | 2    | 5     | 0     | 6         | 0         | 2      | 1      | 49    | 3     |
| Барселона        | 2023/24          | 12   | 1    | 0     | 0     | 3         | 1         | 0      | 0      | 15    | 2     |
| Барселона        | 2024/25          | 25   | 1    | 4     | 1     | 10        | 0         | 2      | 1      | 41    | 3     |
| Барселона        | Итого            | 107  | 6    | 10    | 1     | 30        | 1         | 5      | 2      | 152   | 10    |
| Всего за карьеру | Всего за карьеру | 110  | 6    | 10    | 1     | 30        | 1         | 5      | 2      | 155   | 10    |

### Выступления за сборную
| Сборная          | Год              | Отборочные матчи ЧМ | Отборочные матчи ЧМ | Финальные матчи ЧМ | Финальные матчи ЧМ | Отборочные матчи ЧЕ | Отборочные матчи ЧЕ | Лига наций УЕФА | Лига наций УЕФА | Товарищеские матчи | Товарищеские матчи | Итого | Итого |
| Сборная          | Год              | Игры                | Голы                | Игры               | Голы               | Игры                | Голы                | Игры            | Голы            | Игры               | Голы               | Игры  | Голы  |
| ---------------- | ---------------- | ------------------- | ------------------- | ------------------ | ------------------ | ------------------- | ------------------- | --------------- | --------------- | ------------------ | ------------------ | ----- | ----- |
| Испания          | 2021             | 2                   | 0                   | -                  | -                  | -                   | -                   | 2               | 0               | -                  | -                  | 4     | 0     |
| Испания          | 2022             | -                   | -                   | 4                  | 1                  | -                   | -                   | 6               | 1               | 3                  | 1                  | 13    | 3     |
| Испания          | 2023             | -                   | -                   | -                  | -                  | 8                   | 2                   | 2               | 0               | -                  | -                  | 10    | 2     |
| Испания          | 2024             | -                   | -                   | -                  | -                  | -                   | -                   | -               | -               | -                  | -                  | 0     | 0     |
| Испания          | 2025             | -                   | -                   | -                  | -                  | -                   | -                   | 1               | 0               | -                  | -                  | 1     | 0     |
| Всего за карьеру | Всего за карьеру | 2                   | 0                   | 4                  | 1                  | 8                   | 2                   | 11              | 1               | 3                  | 1                  | 28    | 5     |

### Матчи и голы за сборную
| Матчи и голы Гави за сборную Испании | Матчи и голы Гави за сборную Испании | Матчи и голы Гави за сборную Испании | Матчи и голы Гави за сборную Испании | Матчи и голы Гави за сборную Испании | Матчи и голы Гави за сборную Испании |
| №                                    | Дата                                 | Оппонент                             | Счёт                                 | Голы                                 | Соревнование                         |
| ------------------------------------ | ------------------------------------ | ------------------------------------ | ------------------------------------ | ------------------------------------ | ------------------------------------ |
| 1                                    | 6 октября 2021                       | Италия                               | 2:1                                  | —                                    | Лига наций УЕФА 2020/21              |
| 2                                    | 10 октября 2021                      | Франция                              | 1:2                                  | —                                    | Лига наций УЕФА 2020/21. Финал       |
| 3                                    | 11 ноября 2021                       | Греция                               | 1:0                                  | —                                    | Отборочные матчи ЧМ-2022             |
| 4                                    | 14 ноября 2021                       | Швеция                               | 1:0                                  | —                                    | Отборочные матчи ЧМ-2022             |
| 5                                    | 26 марта 2022                        | Албания                              | 2:1                                  | —                                    | Товарищеский матч                    |
| 6                                    | 29 марта 2022                        | Исландия                             | 5:0                                  | —                                    | Товарищеский матч                    |
| 7                                    | 2 июня 2022                          | Португалия                           | 1:1                                  | —                                    | Лига наций УЕФА 2022/23              |
| 8                                    | 5 июня 2022                          | Чехия                                | 2:2                                  | 1                                    | Лига наций УЕФА 2022/23              |
| 9                                    | 9 июня 2022                          | Швейцария                            | 1:0                                  | —                                    | Лига наций УЕФА 2022/23              |
| 10                                   | 12 июня 2022                         | Чехия                                | 2:0                                  | —                                    | Лига наций УЕФА 2022/23              |
| 11                                   | 24 сентября 2022                     | Швейцария                            | 1:2                                  | —                                    | Лига наций УЕФА 2022/23              |
| 12                                   | 27 сентября 2022                     | Португалия                           | 1:0                                  | —                                    | Лига наций УЕФА 2022/23              |
| 13                                   | 17 ноября 2022                       | Иордания                             | 3:1                                  | 1                                    | Товарищеский матч                    |
| 14                                   | 23 ноября 2022                       | Коста-Рика                           | 7:0                                  | 1                                    | Финальные матчи ЧМ-2022              |
| 15                                   | 27 ноября 2022                       | Германия                             | 1:1                                  | —                                    | Финальные матчи ЧМ-2022              |
| 16                                   | 1 декабря 2022                       | Япония                               | 1:2                                  | —                                    | Финальные матчи ЧМ-2022              |
| 17                                   | 6 декабря 2022                       | Марокко                              | 0:0 (0:3 пен.)                       | —                                    | Финальные матчи ЧМ-2022              |
| 18                                   | 25 марта 2023                        | Норвегия                             | 3:0                                  | —                                    | Отборочные матчи ЧЕ-2024             |
| 19                                   | 28 марта 2023                        | Шотландия                            | 0:2                                  | —                                    | Отборочные матчи ЧЕ-2024             |
| 20                                   | 15 июня 2023                         | Италия                               | 2:1                                  | —                                    | Лига наций УЕФА 2022/23              |
| 21                                   | 18 июня 2023                         | Хорватия                             | 0:0 (5:4 пен.)                       | —                                    | Лига наций УЕФА 2022/23. Финал       |
| 22                                   | 8 сентября 2023                      | Грузия                               | 7:1                                  | —                                    | Отборочные матчи ЧЕ-2024             |
| 23                                   | 12 сентября 2023                     | Кипр                                 | 6:0                                  | 1                                    | Отборочные матчи ЧЕ-2024             |
| 24                                   | 12 октября 2023                      | Шотландия                            | 2:0                                  | —                                    | Отборочные матчи ЧЕ-2024             |
| 25                                   | 15 октября 2023                      | Норвегия                             | 1:0                                  | 1                                    | Отборочные матчи ЧЕ-2024             |
| 26                                   | 16 ноября 2023                       | Кипр                                 | 3:1                                  | —                                    | Отборочные матчи ЧЕ-2024             |
| 27                                   | 19 ноября 2023                       | Грузия                               | 3:1                                  | —                                    | Отборочные матчи ЧЕ-2024             |
| 28                                   | 5 июня 2025                          | Франция                              | 5:4                                  | —                                    | Лига наций УЕФА 2024/25              |

Итого: 28 матчей / 5 голов; 20 побед, 3 ничьи, 5 поражений.

## Достижения

### Командные
«Барселона»
- Чемпион Испании (2): 2022/23, 2024/25
- Обладатель Кубка Испании: 2024/25
- Обладатель Суперкубка Испании (2): 2023, 2025

Сборная Испании
- Победитель Лиги наций УЕФА: 2022/23[44]
- Серебряный призёр Лиги наций УЕФА (2): 2020/21, 2024/25

### Личные
- Обладатель премии «Golden Boy»: 2022[45]
- Обладатель Трофея Копа: 2022[46]

## Рекорды
- Самый молодой игрок в истории сборной Испании, сыгравший на чемпионате мира (18 лет и 110 дней)[32]
- Самый молодой игрок в истории сборной Испании, забивший на чемпионате мира (18 лет и 110 дней)[32]